# Higashimatsuyama (Saitama)
Higashimatsuyama (東松山市 Higashimatsuyama-shi?, lit. Matsuyama Este) es una ciudad que se encuentra en Saitama, Japón.
Según datos de 2003, la ciudad tiene una población estimada de 92.602 habitantes y una densidad de 1,417.45 personas por km&sup2. El área total es de 65,33 km².
La ciudad fue fundada el 1 de julio de 1954.